# Минаев, Сергей Сергеевич
Серге́й Серге́евич Мина́ев (род. 25 января 1975, Москва) — российский писатель, теле- и радиоведущий, сценарист, блогер и предприниматель.
Дебютный роман Минаева «Дyxless. Повесть о ненастоящем человеке» (2006) имел коммерческий успех, к 2008 году тираж его книг составлял более миллиона экземпляров. В 2012 году книга получила экранизацию.
С 2009 по 2012 год — ведущий политической программы «Честный понедельник» на НТВ, в 2011—2013 годах — автор и ведущий интернет-шоу «Минаев Live». Один из основателей телеканала Kontr TV (2012—2013). С 2019 года развивает собственный YouTube-канал на историческую тематику.
С октября 2016 по апрель 2022 года — главный редактор русского издания журнала Esquire. Бывший редакционный директор журнала «Правила жизни» (новое название журнала Esquire в России). В декабре вышел первый номер его журнала «ЧТИВО», тираж которого составил 40 000 экземпляров.

## Биография
Родился в 1975 году.
В 1998 году Минаев окончил факультет архивного дела РГГУ по специальности «Отечественная история новейшего времени». 
До начала карьеры писателя и сценариста работал в МБ «Группа Импэкс», где дослужился до должности коммерческого директора.
В 2002 году совместно с писателем Эдуардом Багировым основал сайт «Литпром».

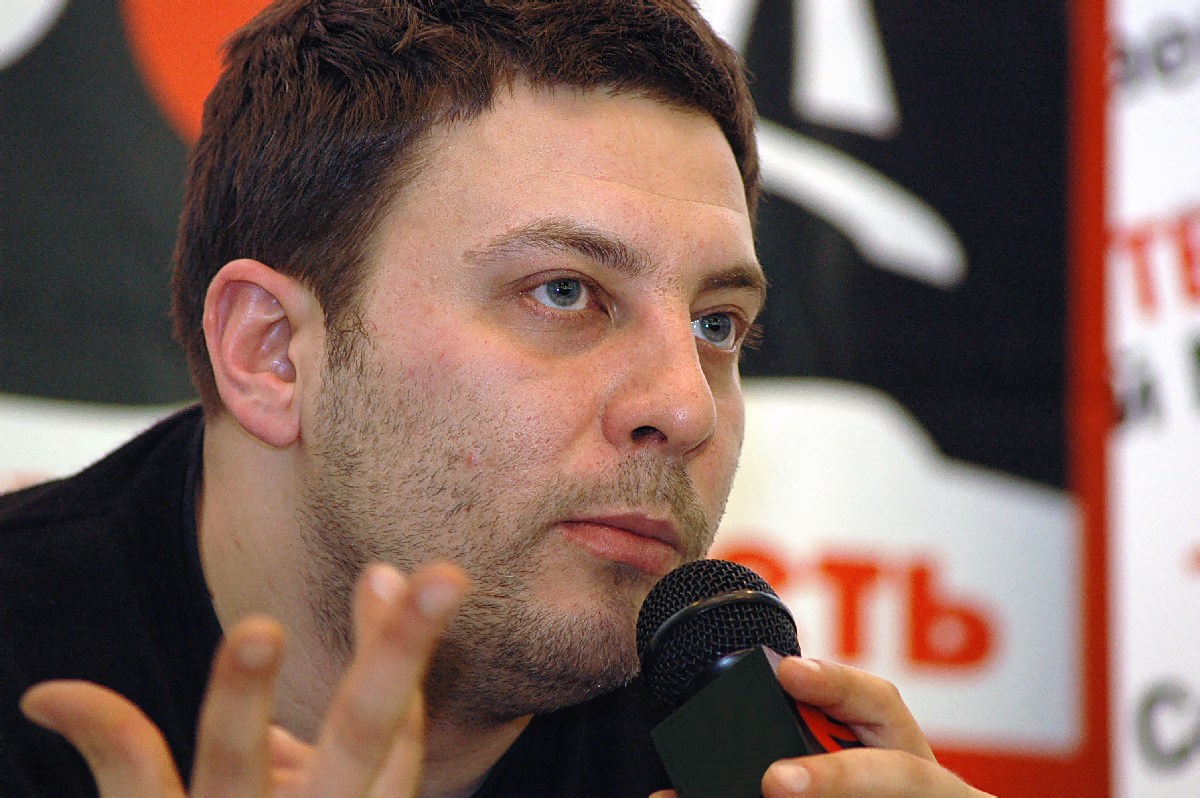
Сергей Минаев в 2008 году

По итогам 2006 года дебютный роман Минаева «Дyxless. Повесть о ненастоящем человеке» стал одним из самых продаваемых в СНГ. Представитель АСТ Александр Грищенков назвал «Духless» самым успешным дебютом в истории издательства. Несмотря на это, в 2007 году это произведение и роман «Media Sapiens. Повесть о третьем сроке» получили антипремию «Абзац» за массу грамматических, пунктуационных и фактических ошибок. В 2008 году издал роман «The Тёлки. Повесть о ненастоящей любви». В 2009 — «Р.А.Б. Антикризисный роман». 4 апреля 2010 года вышел роман «Videoты, или The Тёлки. Два года спустя». Сам автор называет его «самым циничным произведением». В сентябре 2010 года Минаев объявил о написании новой книги под рабочим названием «Москва, я люблю тебя — Я тебя тоже, нет», впоследствии вышедшей под названием «Москва, я не люблю тебя». В рецензиях отмечается, что сюжет этой книги почти повторяет сюжет фильма «Бабло», однако автор книги не упоминает об этом в предисловии к ней.

6 марта 2012 года Сергей Минаев и Эдуард Багиров избили политического обозревателя GQ Андрея Рывкина за то, что тот раскритиковал их литературный сайт. Минаев частично подтвердил это в Твиттере:
«Для ясности, 25 мин. назад я отвесил @andrewryvkin пару пощёчин за оскорбления личного характера. К политике это не имеет никакого отношения.
При этом присутствовал @eduardbagirov. Также, @andrewryvkin признал, что слово „б***ь“ является оскорбительным, и пообещал так больше не писать».
С октября 2016 по апрель 2022 года — главный редактор и издатель журнала Esquire.
С октября 2016 по июль 2023 года — главный редактор журнала «Правила жизни», с июля 2023 года работал его редакционным директором.
С декабря 2016 года вместе с Антоном Красовским вёл Telegram-канал «Анчоусы и маргаритки» (под таким названием выходила программа на Kontr TV), в июне 2017 года ставший еженедельной программой, транслирующейся на YouTube и во ВКонтакте.
По данным русской службы Би-би-си, в 2017 году Сергей Минаев помогал миллиардеру Алишеру Усманову в записи видеообращения к оппозиционеру Алексею Навальному по поводу фильма «Он вам не Димон». Сам Минаев отрицал это, отмечая давнее знакомство с предпринимателем.
По состоянию на 2017 год являлся совладельцем ресторанной сети «Хлеб и вино» (30 %), «Духлесс бара» (35 %) и импортёра вина «МБГ», основными акционерами проектов являлись Валерий Казикаев и его жена Ирина Фомина (основная владелица).
В 2019 году завёл личный YouTube-канал, на котором публикуется личное мнение автора о текущих новостях и ролики на историческую тематику.
В 2020 году принял участие в съезде партии «Новые люди».
С января по апрель 2021 года на онлайн-платформах Wink и More.tv выходил шестисерийный документальный проект Минаева «Девяностые» о главных событиях России эпохи 1990-х годов в медиаиндустрии. В 2022 году вышло продолжение проекта под названием «Нулевые» о жизни России в 2000-е годы.
В мае 2021 года Сергей Минаев стал советником главы «Газпром-медиа» Александра Жарова. В августе того же года покинул этот пост. В октябре 2021 года стало известно, что Минаев заключил контракт на 2 года с онлайн-кинотеатром «Иви», по условиям которого он должен был написать для платформы четыре игровых сериала и выступить их шоураннером. В 2024 году на платформе вышел сериал «Золотое дно», который получил преимущественно положительные отзывы критиков, высокие рейтинги просмотров, стал #2 в 2024 году по количеству упоминаний в соцмедиа (по данным «Медиалогии»).

## Карьера в медиа

### НТВ
С 26 января 2009 года по 2 июля 2012 года Минаев вёл программу «Честный понедельник» на НТВ, которую создавала дирекция правового вещания, ставшая известной после программ «Чрезвычайное происшествие» и документального фильма «Анатомия протеста». В сентябре 2015 года вернулся на телеканал, где до 23 декабря 2016 года работал ведущим общественно-политического ток-шоу «Большинство».

### Минаев Live
С 26 мая 2011 до 24 января 2013 года вёл общественно-политическое интернет-шоу «Минаев Live».
Первым гостем его нового шоу стал Никита Михалков, который находился в центре скандала из-за использования автомобиля с мигалкой.
Шоу выходило в прямом эфире из студии в Digital October. Особенность шоу — возможность всем желающим звонить в эфир через Skype, комментировать происходящее с помощью виджетов социальных сетей, которые выводятся на экраны в студии. В эфире присутствовал мат, участники распивали алкоголь в кадре, приглашались гости, которым не был доступен эфир на телевидении. Эфиры транслировались через отдельный сайт, и только потом их выкладывали на YouTube.
В октябре 2012 года, во время предвыборной кампании Евгении Чириковой за пост мэра Химок, оппозиционер Алексей Навальный отказался давать интервью журналистам этой программы, обвинив их в работе на кремлёвскую администрацию и окрестив её «Зашквар ТВ». С декабря 2012 года эфиры «Минаев Live» переместились на свежесозданный канал Kontr TV.

### Kontr TV
3 декабря 2012 года был запущен телеканал Kontr TV, который был создан Минаевым вместе с Антоном Красовским и бывшим продюсером Comedy Club Артаком Гаспаряном. С момента запуска телеканал вещал в интернете несколько часов в вечернее время, бюджет составил несколько миллионов долларов. В сетке эфира были представлены программы «Sofa» (ведущая Софико Шеварднадзе), «Минаев LIVE», «Бешенство Машки». Основатели канала в интервью активно противопоставляли себя телеканалу «Дождь».
11 декабря газета «Коммерсантъ» сообщила, что, согласно данным налоговых служб, 100-процентным учредителем телеканала является фонд «Институт социально-экономических и политических исследований» (ИСЭПИ). По словам самого Минаева, в фонд он обратился после того как обнаружилась нехватка собственных финансовых средств на запуск телеканала. Переговоры шли несколько месяцев, и по заключённому договору институт не может вмешиваться в редакционную политику.
28 января 2013 года журналист Антон Красовский покинул канал по собственному желанию с формулировкой «В общем я не могу работать на вашем телеканале, где я ничего не значу». По словам журналиста, решение о его увольнении принимал Сергей Минаев. 21 марта 2013 года стало известно о том, что Сергей Минаев уйдет с Kontr TV 1 апреля. Причиной стало реформирование телеканала, так как ИСЭПИ решил превратить его в интернет-площадку для талантливых молодых журналистов и политиков. Набирать студентов руководство телеканала собирается, проводя конкурсы в крупных университетах. После ухода с канала Минаев с октября по декабрь 2013 года был ведущим ток-шоу «Транsлит» на RTVi.

### ТВ Центр
С 19 апреля 2014 по 13 июня 2015 года Минаев был ведущим политического ток-шоу «Право знать» на телеканале «ТВ Центр». В ток-шоу обсуждается текущая политическая ситуация с четырьмя редакторами ведущих российских СМИ, формат программы предполагает участие в обсуждении самих «героев недели». По словам журналиста, формат программы «Право знать» — принципиально новый в жанре политических ток-шоу. Покинул программу в связи с возвращением на НТВ.

### Интернет
В 2023 году для стриминговой платформы Premier был снят проект «Цвет истории» — хроника Великой Отечественной войны в цвете. Сам Минаев был членом наблюдательного совета ИРИ, финансирование от которого проект и получил.

### «Минаев Live» (YouTube)
27 мая 2019 года зарегистрировал YouTube-канал «Минаев Live», где начал выпускать рубрики «Уроки истории», «Личности», «Простовещи» и тру-крайм серии «Серийный номер» (две последние рубрики — вместе с соведущим Александром Файбом), «Истории кумиров» (вместе с соведущим Дмитрием Болдиным), «Точка отсчёта», «Культурный код» (вместе с Алёной Долецкой).

## Радио
Минаев вёл программу Media Sapiens на «Русской службе новостей». В ноябре 2008 года новый главный редактор станции Сергей Доренко закрыл программу из-за финансовых разногласий и «низкого уровня подготовки» к эфирам Минаева.
До 2011 года был ведущим на радио «Маяк» в субботнем шоу «Танцы с волками» совместно с Игорем Ружейниковым, за работу в котором получил премию «Радиомания—2010» в номинации «Ведущий разговорного эфира».

## Личная жизнь
- С первой женой[кто?] развёлся в 2006 году.
  - В этом браке родилась дочь Анастасия[51].
- Второй раз женился в 2012 году на сотруднице проекта «Минаев Live» Елизавете Меньщиковой[52].
  - В 2012 году родился сын Сергей[53].
  - В 2016 году родилась дочь Полина[54].

## Экранизации
- 2012 — Духless — сценарист
- 2015 — Духless 2 — сценарист, камео
- 2017 — Спящие (телесериал) — сценарист
- 2018 — Селфи — сценарист
- 2022 — The Тёлки — сценарист
- 2024 — Золотое дно — сценарист, автор идеи
- 2024 — Первый номер — сценарист
- 2025 — Спойлер — сценарист, креативный продюсер

## Съёмки в музыкальных клипах
- 2011 — Вася Обломов — «Письмо счастья»
- 2012 — Влади — «Сочиняй мечты»